# Nepaloserica fabrizii
Nepaloserica fabrizii är en skalbaggsart som beskrevs av Ahrens 1999. Nepaloserica fabrizii ingår i släktet Nepaloserica och familjen Melolonthidae. Inga underarter finns listade i Catalogue of Life.